# Гуссаковская, Ольга Николаевна
Ольга Николаевна Гуссаковская (14 мая 1932, Кострома — 18 октября 2007, Кострома) — писатель, член Союза писателей России.

## Биография
1955 год — окончила исторический факультет Костромского педагогического института им. Н. А. Некрасова.
После окончания института по распределению поехала в Магаданскую область, где работала преподавателем истории, а затем — литературным сотрудником газеты «Магаданский комсомолец», а потом — редактором Магаданского книжного издательства.
Была депутатом местного Совета[уточнить] в Магаданской области. Была заместителем председателя областного женского совета по работе с национальными кадрами в городе Магадане.
1965—1966 гг. — училась на Высших литературных курсах в Москве.
1972 год — вернулась в Кострому.
Автор более десятка книг, которые были изданы местными, а также центральными издательствами.

### Награды, премии, знаки отличия
- Заслуженный работник культуры РСФСР[1]
- Лауреат муниципальной премии г. Костромы имени академика Д. С. Лихачева[2]
- Нагрудный знак «Признание»: награда губернатора Костромской области[3]

### Статьи о творчестве писательницы
- О присвоении почетного звания «Заслуженный работник культуры РСФСР»: Указ Президиума Верхов. Совета РСФСР // Ведомости Верховного совета РСФСР. — 1983. — № 32. — С. 724; Сов. культура. — 1983. — 16 авг. (В том числе Гуссаковской О. Н.)
- Наволочкин Н. Линия опасности // Дальний Восток. — 1976. — № 9. — С. 146—148. (О кн. О. Н. Гуссаковской «Незабудки на скалах» (М., 1976)).
- Ахтямова З. Интересная встреча // Сев. правда. — 1977. — 15 февр. (Костром. писательница О. Гуссаковская — гостья на Костром. калориферном заводе).
- Негорюхин Б. Порог детства // Сев. правда. — 1979. — 22 февр. (О кн. О. Гуссаковской «Порог открытой двери» (М., 1978)).
- Голубев Е. Взятие первой высоты: новые книги костром. писателей // Сев. правда. — 1979. — 22 мая. (О кн. «Порог открытой двери» О. Гуссаковской (М., 1978)).
- Бочарников В. Влюбленность в жизнь // Сев. правда. — 1982. — 14 мая. (О творчестве костром. писательницы О. Н. Гуссаковской).
- Степаненко Е. «Иначе не стоит жить» // Мол. ленинец. — 1983. — 30 июня. (О повести О. Гуссаковской «Облачный город» (Ярославль, 1983)).
- Камынин Е. Слово писателя: Лауреат премии обкома ВЛКСМ // Молодой ленинец. — 1984. — 27 окт. (Беседа с членом Союза писателей СССР О. Н. Гуссаковской).
- Степаненко Е. Оглянись в печали и любви: творчество наших земляков // Сев. правда. — 1991. — 1 марта. (О кн. О. Гуссаковской «Запах печного дыма», вышедшей в Верх.-Волж. кн. изд-ве в 1990 г.).
- Гуссаковская О. От имени моего поколения // Сев. правда. — 1992. — 14 мая. (Писательнице О. Гуссаковской — 60 лет. Текст и фото).
- Нерсесян В. Эта «странная жизнь»: Книги и время // Костром. край. — 1992. — 12 сент. (О книге О. Гуссаковской «Запах печного дыма: Повести и рассказы»(1990 г.)).
- Творческая встреча: Эхо // Лит. Кострома. — 1993. — № 1. — С.2 (Об обсуждении новой повести О. Н. Гуссаковской «Скамья» на заседании совета по прозе В Костром. писательской организации).
- Корнилов П. Ларец интеллигентной мудрости: Кострома литературная // Сев. правда. — 1995. — 25 мая. (О новой повести костром. писательницы О. Н. Гуссаковской «Персиковая коробка» (Губернский дом. — 1994. — № 2,4,5; 1995. — № 1,3)).
- Ленко К. Ольга Гуссаковская: На путях от Магадана до Москвы // Костром. ведомости. — 1996. — 13 марта (№ 11). — С.5.
- Базанков М. Дверь в волшебную страну // Сев. правда. — 1997. — 14 мая. (О писательнице, костромичке О. Н. Гуссаковской).
- Корнилов П. Энергия лирической прозы // Сев. правда. — 1997. — 4 сент. (О новой книге О. Гуссаковской «Персиковая коробка»).
- Меркурьева Ю. Что бывает с теми, кому «Илиаду» читают с трех лет… // Сев. правда. — 2000. — 28 окт. — С. 7. (О костром. писательнице О. Гуссаковской).
- Бабенко С. Гуссаковская Ольга: Сюжеты беру у бомжей // Молодёжная линия. — 2001. — 20 дек. — С. 5. (Беседа с костром. писательницей).
- Базанков М. Когда зацветают яблони…: эссе // Сев. правда. — 2002. — 15 мая. — С. 7. (О костром. писательнице О. Н. Гуссаковской).